# Xã Denver, Quận Isabella, Michigan
Xã Denver (tiếng Anh: Denver Township) là một xã thuộc quận Isabella, tiểu bang Michigan, Hoa Kỳ. Năm 2010, dân số của xã này là 1.148 người.